# John Haskell
John Haskell (* 10. Februar 1958) ist der Autor einer Kurzgeschichtensammlung I Am Not Jackson Pollock (Farrar, Straus and Giroux, 2003), und der Erzählungen Amerikanisches Fegefeuer (S. Fischer Verlag, 2008) sowie Out of My Skin (Farrar, Straus and Giroux, 2009). Seine Erzählungen und Essays wurden im Rundfunk gesendet (The Next Big Thing, Studio 360), sowie in Büchern (The Show You'll Never Forget, Heavy Rotation, All the More Real), und Zeitschriften veröffentlicht (A Public Space, n+1, Conjunctions, und McSweeney's). Er hat Schreiben und Literatur an der Columbia University, der Cal Arts, und der Universität Leipzig unterrichtet. Er ist Stipendiat der John Simon Guggenheim Foundation und lebt in Brooklyn.

## Bibliographie

### Erzählungen
- John Haskell: Amerikanisches Fegefeuer. 2008. Auflage. S. Fischer, 2008, ISBN 978-3-596-17704-2, S. 272.
- John Haskell Out of My Skin: A Novel (2009)

### Kurzgeschichtensammlungen
- I Am Not Jackson Pollock: Stories (2003)

### Preise
- John Simon Guggenheim Foundation Fellowship (2009)
- Picador Guest Professorship for Literature 2007/08